# Neptunbrunnen (Breslau)

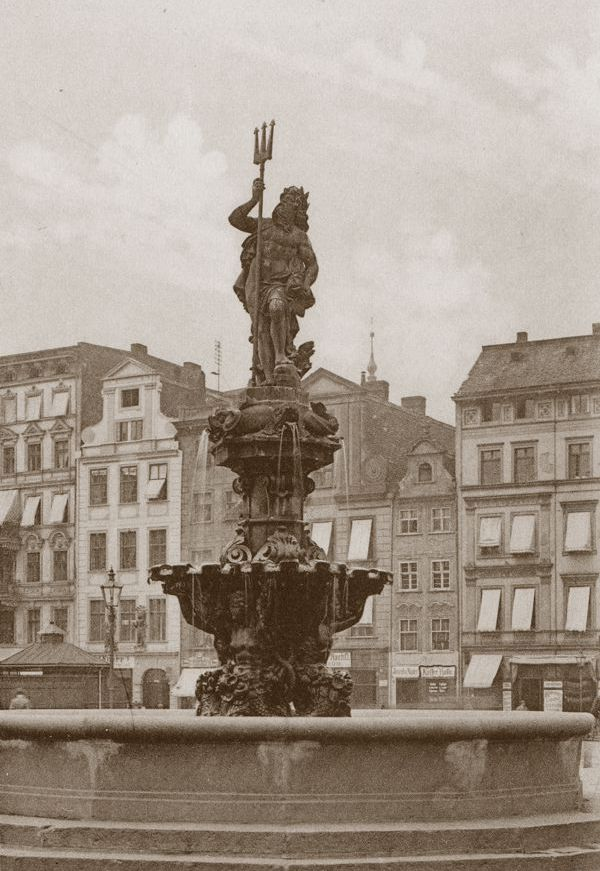
Der Breslauer Neptunbrunnen („Gabeljürge“) 1902

Der Neptunbrunnen (In Breslau Gabeljürge(n) genannt, auf Schlesisch Gabeljerge) war ein barocker Brunnen auf dem Neumarkt von Breslau. Der Brunnen wurde zum Ende des Zweiten Weltkrieges zerstört und seine Reste vergraben.

## Geschichte

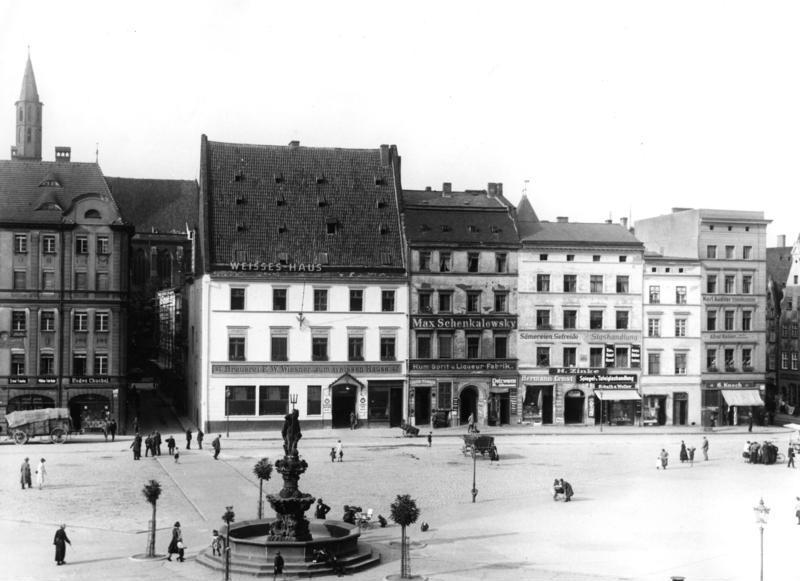
Lage des Neptunbrunnen auf dem Neumarkt

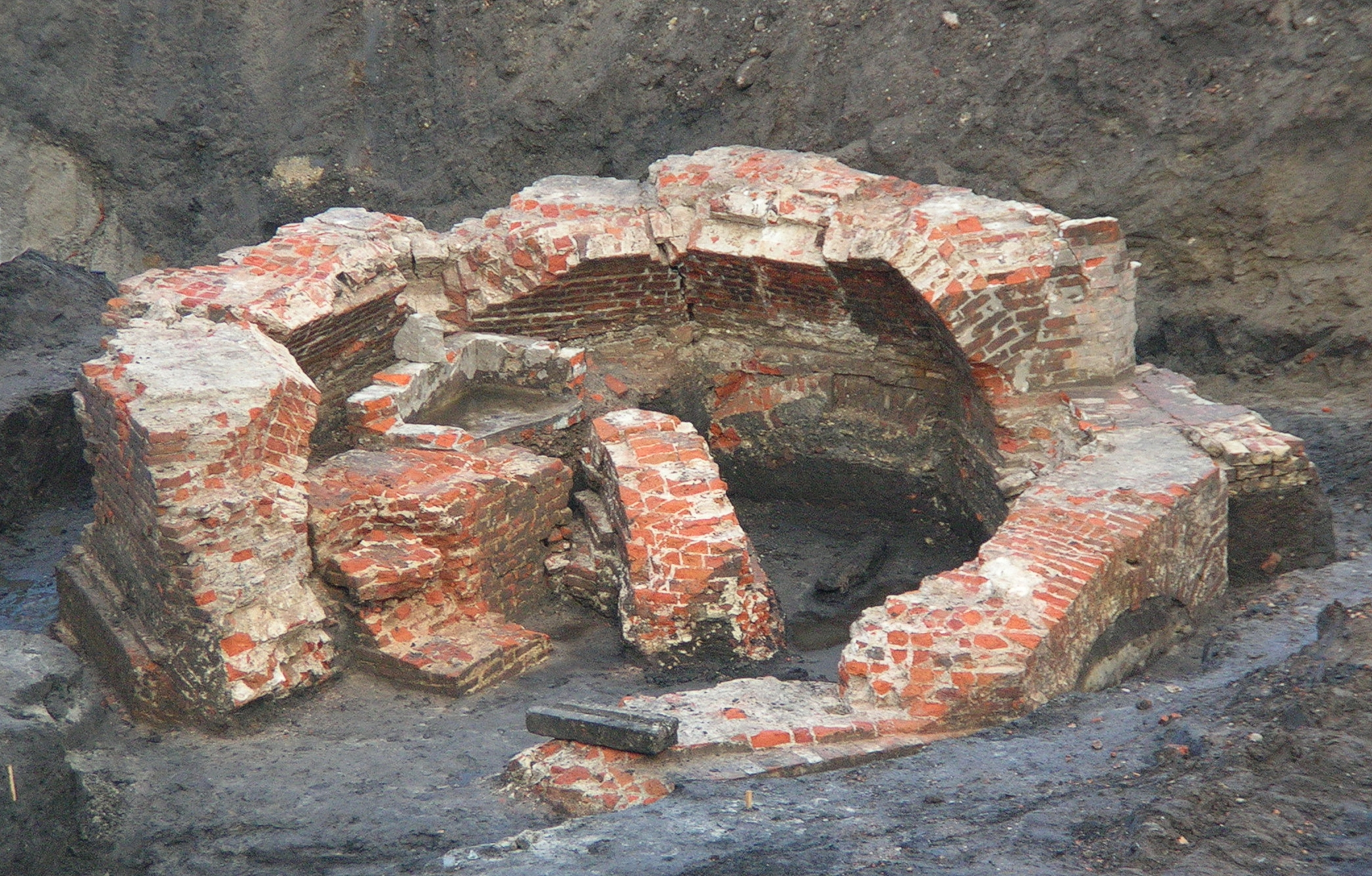
Erhaltene Reste des Brunnens (2010)

Der Neptunbrunnen wurde im Jahre 1732 im Auftrag des Stadtrates auf dem Neumarkt errichtet. Der Brunnen wurde aus Sandstein von dem Steinmetz Johann Karinger und dem Bildhauer Johann Jakob Bauer ausgeführt und die dekorativen Elemente wurden von Johann Baptist Lemberger gestaltet. Die Neptun-Skulptur stand auf einer Säule, zu dessen Füßen befanden sich vier Delfine aus deren Mündern Wasser quoll. Um die Säule selbst befand sich eine Muschel die von vier Nereiden gestützt wurde.
Im Oktober 2010 begannen auf dem Neumarkt, im Vorfeld des Baus einer Tiefgarage, archäologische Ausgrabungen. Bei den Ausgrabungen fand man Bruchstücke des Torsos des Neptuns, einen Arm, Muscheln, Blumen und Elemente des Wasserbeckens. Eventuell wird der Brunnen wiederhergestellt.
Nach jahrelanger Suche wurden 2022 weitere originale Teile des Neptunbrunnens in Wielowieś (dt. Langendorf) bei Syców (Groß Wartenberg) gefunden. Dabei handelt es sich um original erhaltene Fragmente von 1732. Am 7. Dezember 2022 kehrten die erhaltenen Fragmente der Statue nach Breslau zurück und wurden in die Steinmetzwerkstatt des Stadtmuseums Breslau gebracht.

## „Der Breslauer Gabeljürge“
„Der aale Meergot, ar heeßt wull Näpptun,
derr wollde eim schläsischen Wosser
einst ruhn -und da de Schläsinger ihm gutt gesunnen,
do da bauten se lauter Näpptunsbrunnen, wunderscheene barocke Plantsch-
und Wosserbecken, Arabesken und Orniamente an der Kaschte ihren Ecken
-und der Gabeljürge sälber, die Gabel ei der Hand, wor a Wosserspucker uff huchem Stand.
Wos brauchten die Schlesier Versailles und Sanssouci -reich wie de Ferschten, dos waren ju sälber sie, drum mährten se ärscht gor nich lange und viel, sundern leisteten sich uff'm Ringe ihr Wosserspiel -do kunnde man obends aristokratsch zengstrüm bummeln und iebertags liss man de Kleenen zumpeln und tummeln -dos machte Vagniegen, dos machte tälsch und froh ei Gruß-Brassel, Liegnitz, Gleiwitz und sustewo.
Dar Name Näpptun, derr freilich kunnde nischt sagen und drum insern Schlesiern ooch gor nich behagen -asu ward der olle Römer plutze und korzerhand in a gemütlichen Gabel Jürgen umbenannt, und als a sulcheener dürft" er’s prubieren, mit’n Klabatschken um de Wette zu tischkerieren:
A prustet, schwoppert, plustert, gockert wos er kann, a flennt und lacht druff, der Gabeljürge, dr Wossermann!“